# Takayuki Seto
Takayuki Seto (født 5. februar 1986) er en japansk fodboldspiller.